# پورتر (کالیفرنیا)
پورتر (به انگلیسی: Porter) یک منطقهٔ مسکونی در ایالات متحده آمریکا است که در شهرستان کالاوراس، کالیفرنیا واقع شده‌است. پورتر ۱٬۰۸۷ متر بالاتر از سطح دریا واقع شده‌است.